# Косой крест (геральдика)

В серебряном поле червлёный крест.

Косой крест (фр. sautoir, англ. saltire, итал. decusse, нем. schragenkreuz) — используемый в геральдике термин, обозначающий изображение на гербе или флаге креста, перекладины которого расположены диагонально краям флага или герба и соединяют соответственно левый верхний угол с правым нижним и левый нижний угол с правым верхним.
Самыми яркими примерами косых крестов являются Андреевские флаги — российский военно-морской и шотландский. В России косой крест зачастую называют андреевским. Согласно христианскому преданию, именно на таком по форме кресте был распят апостол Андрей, в связи с чем крест и получил такое название.
Ассоциация данной фигуры со святым Андреем отмечается к XV—XIV векам. Суковатый бургундский крест появляется в XV веке в роли полевого знака, и шотландский крест Святого Андрея берёт начало в флагах или знамёнах (но не в гербах) XVI века.
Подобно другим геральдическим фигурам, косой крест может быть подвергнут изменениями (диминутивы), и указан в описании укороченным, уменьшенным, тонким (узким, нитевидным). Так, при появлении двух или более косых крестов в одном поле, в английском геральдике они, как правило, блазонируются как couped (укороченные, буквально — обрубленные). Также используются гербах узкие косые кресты (fillet saltire), и уменьшенные («салторель», saltorel).
Слово «салтир» происходит от латинского sal tire — преграда, первоначально означавшего загородку в виде крестов, не позволявшую разбегаться скоту, но которую люди могли перепрыгнуть. Это слово используется также в европейской геральдике для обозначения особого деления, линии деления которого повторяют форму косого креста. В русской геральдике для этого деления используется термин «скошенный справа и слева». Также повторяющиеся одинаковые негеральдические фигуры, такие как звёзды, безанты (круги, шары), лилии и прочие, могут размещаться косым крестом, а при описании подобной внутренней каймы может использоваться выражение «расположенные косым крестом». Это же выражение используется часто для двух перекрещивающихся на гербе вертикальных предметов (например, стрел или папских ключей).

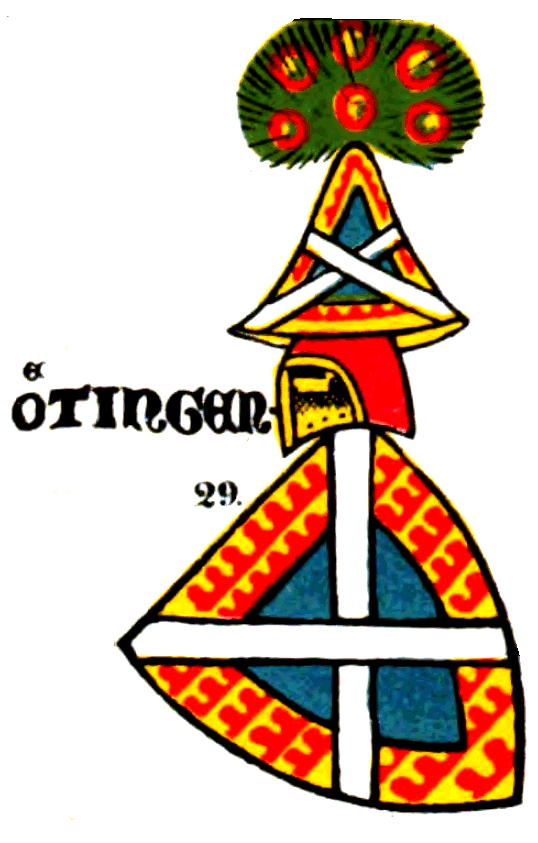
Герб Ельмеланна — сплетение косым крестом
Герб Сицилийского королевства — ранний пример расчетверения герба в косой крест
Герб Амстердама

## Примеры использования косого креста на флагах

Флаг штата Алабама
Андреевский флаг
Флаг Архангельской области
Флаг Бурунди
Флаг провинции Новая Шотландия
Флаг штата Флорида
Флаг Шотландии
Флаг Ямайки